# Aurelian Bilgeri
Aurelian Bilgeri, al secolo Josef (Memmingen, 16 giugno 1909 – Mtunzini, 24 luglio 1973), è stato un missionario e vescovo cattolico tedesco.

## Biografia
Abbracciò la vita religiosa tra i benedettini della congregazione missionaria di Sant'Ottilia ed emise la sua professione il 16 maggio 1931. Studiò a Dillingen e Monaco e fu ordinato prete il 15 marzo 1936. Nel 1937 fu inviato nel monastero di Inkamana, in Sudafrica.
Il 12 giugno 1947 papa Pio XII lo nominò vicario apostolico di Eshowe e vescovo titolare di Germanicopoli. Fu consacrato vescovo a Vryheid il 14 settembre 1947 dall'arcivescovo verbita Martin Lucas. L'11 gennaio 1951 il vicariato fu elevato a sede residenziale e Bilgeri divenne il primo vescovo della nuova diocesi.
Con l'aiuto delle benedettine missionarie di Tutzing, fondò la congregazione delle benedettine di Sant'Albano.
Morì nel 1973.

## Genealogia episcopale
La genealogia episcopale è:
- Cardinale Scipione Rebiba
- Cardinale Giulio Antonio Santori
- Cardinale Girolamo Bernerio, O.P.
- Arcivescovo Galeazzo Sanvitale
- Cardinale Ludovico Ludovisi
- Cardinale Luigi Caetani
- Cardinale Ulderico Carpegna
- Cardinale Paluzzo Paluzzi Altieri degli Albertoni
- Papa Benedetto XIII
- Papa Benedetto XIV
- Papa Clemente XIII
- Cardinale Marcantonio Colonna
- Cardinale Giacinto Sigismondo Gerdil, B.
- Cardinale Giulio Maria della Somaglia
- Cardinale Carlo Odescalchi, S.I.
- Cardinale Costantino Patrizi Naro
- Cardinale Serafino Vannutelli
- Cardinale Domenico Serafini, Cong.Subl. O.S.B.
- Cardinale Pietro Fumasoni Biondi
- Arcivescovo Martin Lucas, S.V.D.
- Vescovo Aurelian Bilgeri, O.S.B.